# داستان ما (ترانه تیلور سوئیفت)
داستان ما (به انگلیسی: The Story of Us) ترانه‌ای از تیلور سوئیفت خواننده و ترانه‌سرای آمریکایی است.